# دوچرخه‌های کامپوزیتی

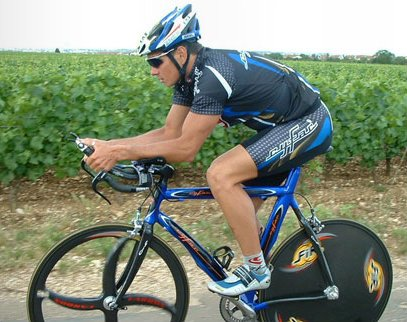
دوچرخه‌های مدرن

بسیاری از دوچرخه‌ها هنوز هم به‌طور دستی ساخته می‌شوند، که این امر امکان آزمایش مواد نوین و روش‌های ساخت جدید در مقیاس کوچک را مقدور می‌سازد. آزمایش این مواد بر روی هواپیماها و اتومبیل‌ها هزینهٔ بسیار بالایی خواهد داشت. پس می‌توان آن‌ها را بر روی دوچرخه‌ها آزمود. از طرفی باتوجه به سرعت نسبتاً پایین ترِ دوچرخه‌ها نسبت به اتومبیل و هواپیماها، در صورت شکست و از کار افتادن مواد، خسارات به مراتب سبک‌تر خواهند بود.
فریم (قاب) دوچرخه‌ها، از لوله ساخته می‌شوند و نحوهٔ اتصال لوله‌ها به یکدیگر از فاکتورهای اصلی مونتاژ و انتخاب مواد محسوب می‌شود.
در قرن بیستم میلادی قاب دوچرخه‌ها از لوله‌های فولادی ساخته می‌شدند و توسط فرایند لحیم کاری سخت(Brazing) به یکدیگر متصل می‌شدند.

## تولید دوچرخه های فیبر کربن با فناوری چاپ سه بعدی
هدف اصلی از تولید دوچرخه فیبر کربن نمایش قابلیت‌های فناوری چاپ سه بعدی و نرم افزار این استارتاپ است که امکان تولید قطعات سبک و مقاوم کامپوزیت فیبر کربن را برای صنایعی نظیر فضانوردی، حمل و نقل هوایی و خودروها با قیمت به مراتب کمتر فراهم می‌کند.

## آلیاژهای قاب دوچرخه
فریم‌های ارزان قیمت از لوله‌هایی از جنس فولاد کم کربن ساخته می‌شوند. این فولاد استحکام تسلیم پایینی دارد.

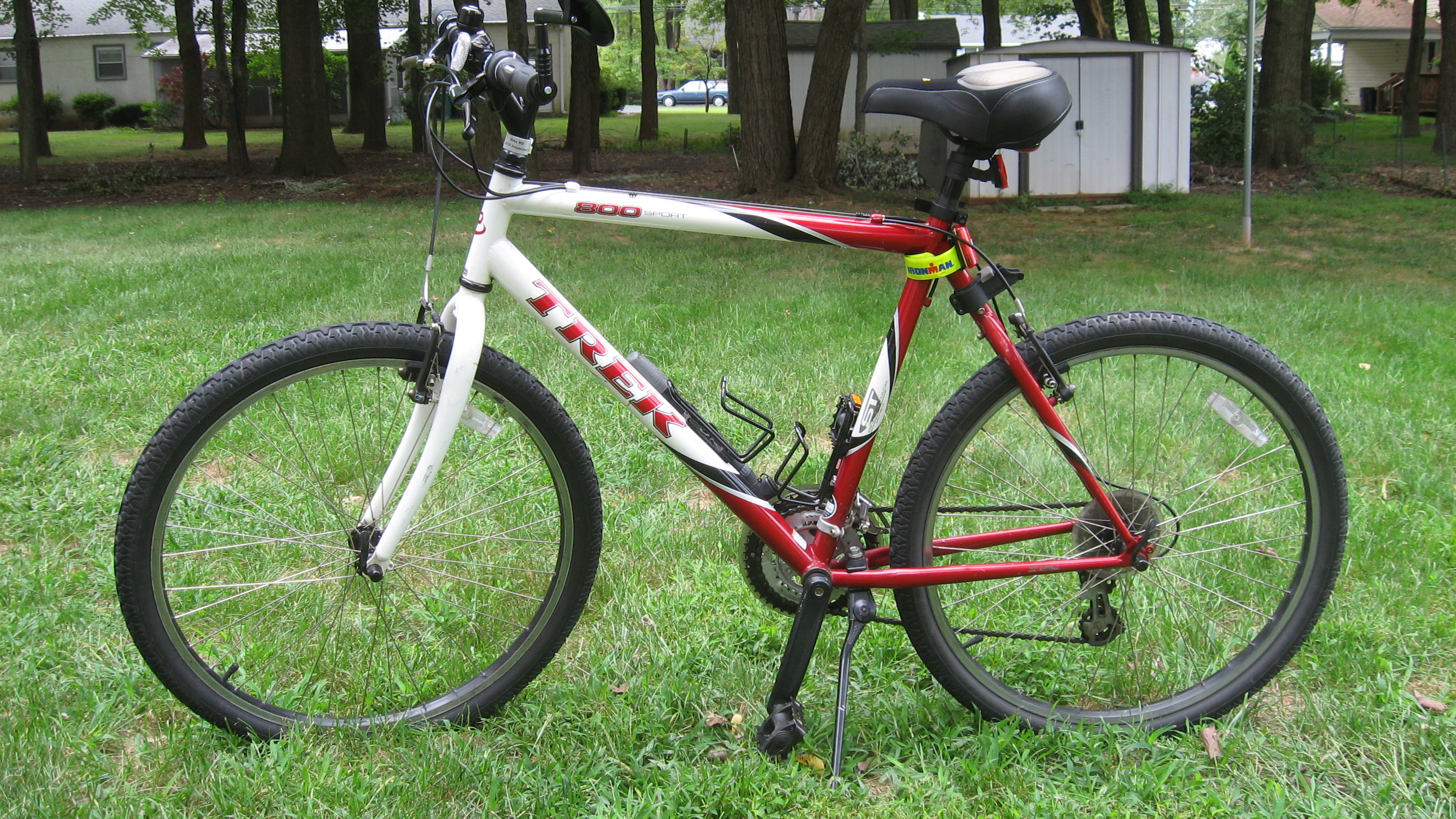
دوچرخه با فریم فولادی

دلیل گران بودن فیبر کربن معمولی این است که کارگران الیاف را حول یک محور چرخانده و آن‌ها را به صورت دستی به مواد چسبناک یا رزین آغشته می‌کنند. در مرحله بعد برای نفوذ این مواد به الیاف و افزایش هرچه بیشتر استحکام، مواد درون کوره قرار داده می‌شوند.
Arevo برای غلبه بر این مشکل از بازویی رباتیک برای چاپ شکل سه بعدی قالب دوچرخه بهره می‌برد. این ابزار رشته‌های فیبر کربن را از طریق نازل خارج کرده و برای یکپارچه کردن آن ماده ای ترمو پلاستیک را ذوب می‌کند.
یک دوچرخهٔ معمولی که با این نوع آلیاژ ساخته شود، بگونه ایست که هرمتر لولهٔ آن حدود ۸۶۰ گرم جرم دارد.
فولادهای سبک‌تر که از جنس فولادها آلیاژی با عنصر آلیاژی کروم و مولیبدن هستند، به‌طور تقریبی استحکام تسلیمشان دو برابر فولادهای کم کربن می‌باشد.
یک دوچرخهٔ معمولی که با این نوع آلیاژ ساخته شود، بگونه ایست که هرمتر لولهٔ آن حدود ۶۰۰ گرم جرم دارد.
امروزه روند استفاده از آلیاژهای سبک به سمت استفاده از آلیاژهای آلومینیوم و تیتانیوم رفته‌است. 

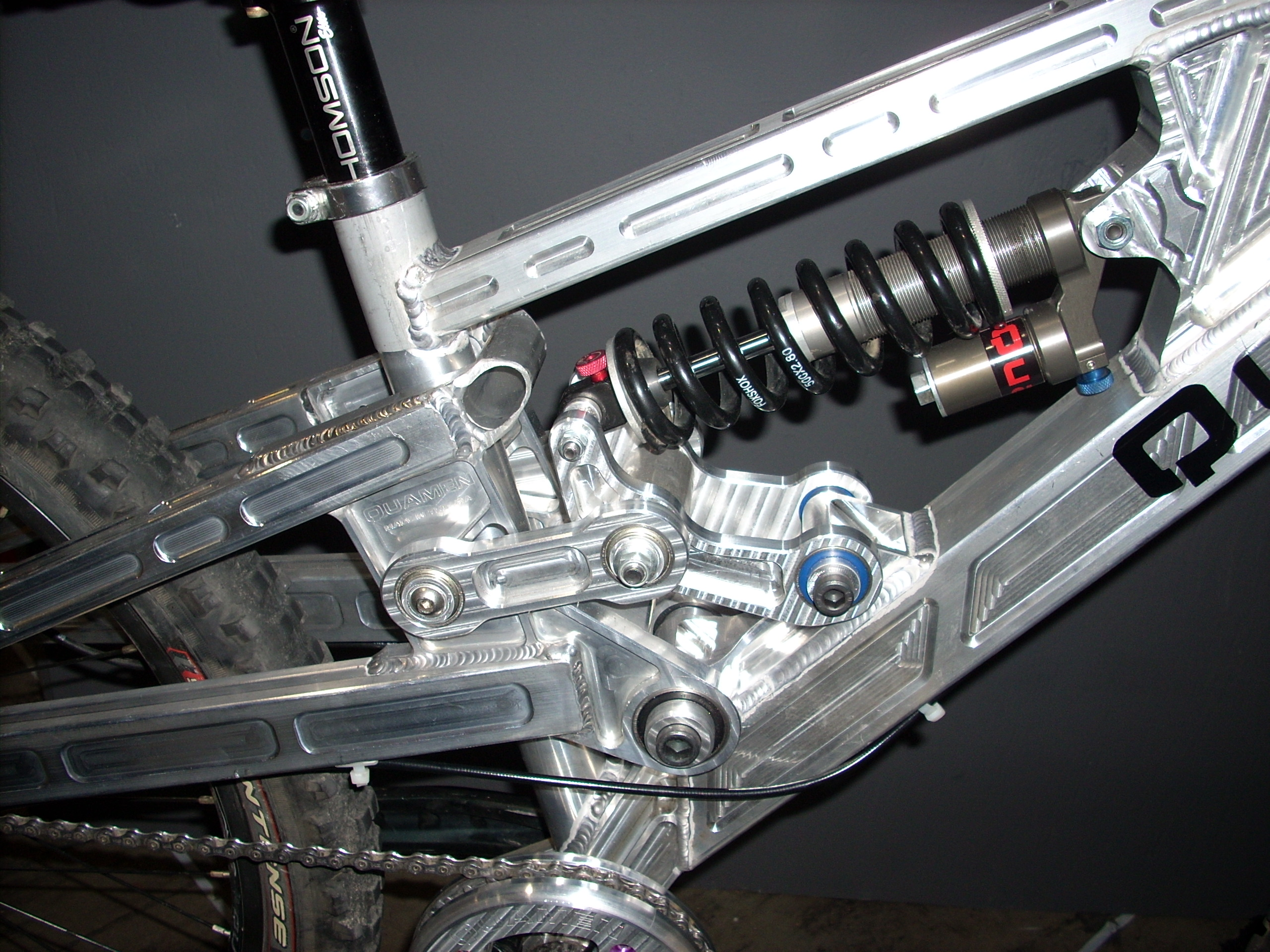
دوچرخه با فریم آلومینیومی با جوشکاری و عملیات حرارتی.

آلیاژ آلومینیوم استحکام تسلیمش مقدار بسیار کمی از فولادهای کم کربن بیشتر است اما چگالی اش حدود یک سوم آن می‌باشد.
آلیاژ تیتانیم حدوداً سه برابر فولادهای کم کربن استحکام دارند و از طرفی چگالی آن‌ها حدود نصف فولادهای کم کربن می‌باشد.

## عملیات و اتصال هر آلیاژ
فریم‌های فلزات سبک معمولاً توسط جوشکاری ساخته می‌شوند.
در مورد آلیاژ تیتانیوم جوشکاری در حضور اتمسفر گازی خنثی انجام می‌شود که این امر سبب می‌شود فرایند جوشکاری آن‌ها زمان بر و هزینه بر شود.

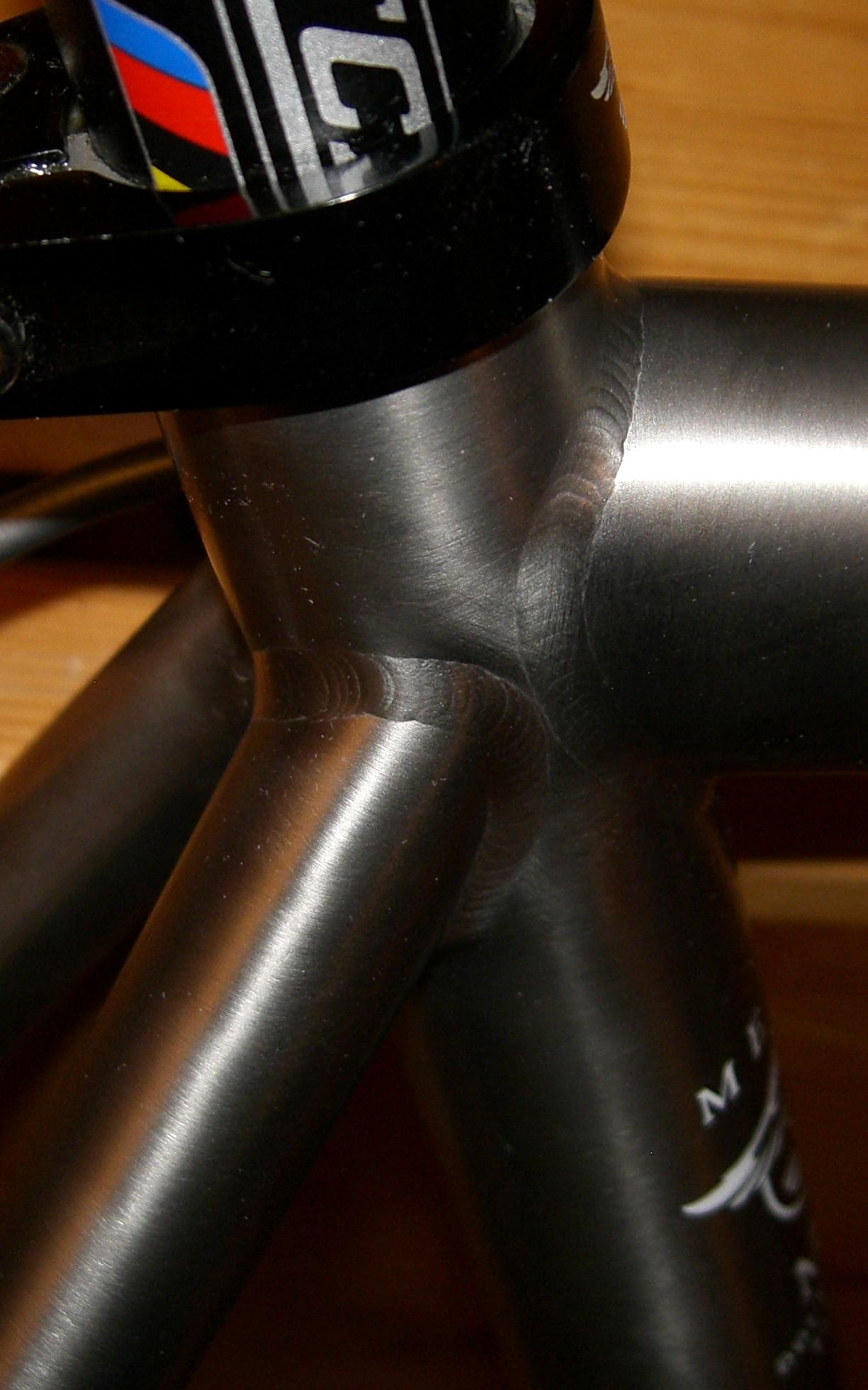
فریم تیتانیم و اتصالات جوشکاری شده

این محدودیت‌ها در تولیدات انبوه باید در نظر گرفته شوند.
آلیاژ آلومینیوم استحکامش را بخاطر عملیات حرارتی سخت کردن رسوبی بدست می‌آورد. اگر اتصال با جوشکاری صورت پذیرد از ناحیهٔ اتصال استحکام حاصل از سخت کردن رسوبی از بین می‌رود. در این صورت باید مجدداً پس از جوشکاری کل فریم عملیات حرارتی شود.
این امر موجب اتلاف هزینه و زمان مضاعف خواهد شد.
از طرف دیگر اگر این کار انجام نشود ناحیهٔ جوشکاری شده در اتصالات لوله‌ها از سایر نقاط استحکام کمتری خواهد داشت و این نکته ای منفی خواهد بود.

## فریم‌های نوین کامپوزیتی
یکی از نوین‌ترین توسعه‌ها در زمینهٔ ساخت فریم‌های دوچرخه‌ها استفاده از مواد کامپوزیتی تقویت شده با لیاف می‌باشد.

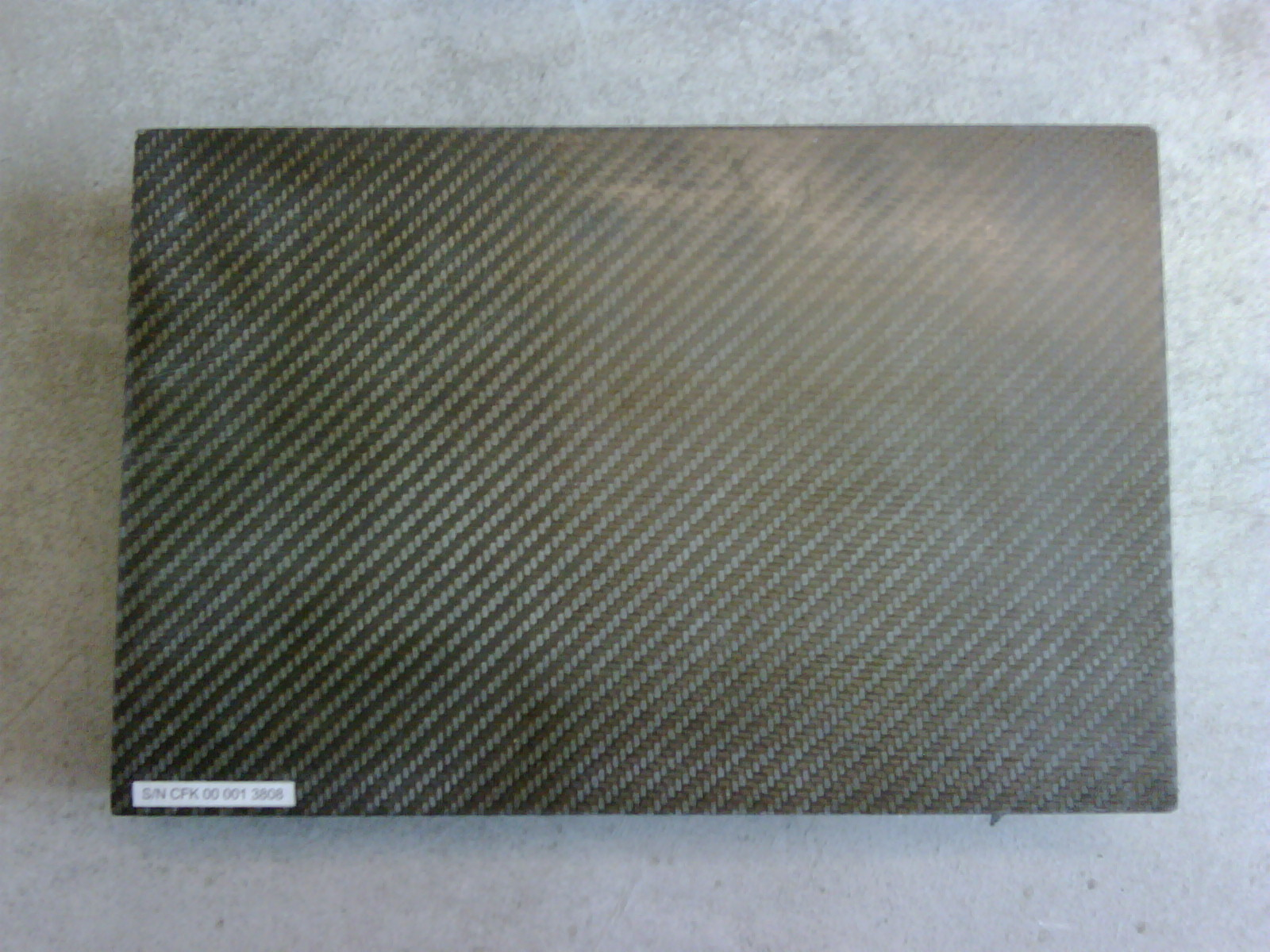
پلیمر‌های تقویت شده با الیاف کربن

این الیاف‌ها در دسترس هستند و می‌توان از الیاف کربنی به عنوان جایگزینی با استحکام بالا و قیمت کمتر برای نمونه‌های قدیمی استفاده کرد.
پلیمر‌های تقویت شده با الیاف کربن (Carbon Fiber Reinforced Plastics) برای استفاده در فریم دوچرخه‌ها بسیار مناسب می‌باشند.

## مزایای فریم‌های Carbon Fiber Reinforced Plastics
1. الیاف کربن حدود دو برابر فولاد مدول یانگ دارند. در راستای محور الیاف می‌توان به استقامت بسیار بالایی رسید.
2. هر گونه شکل و هندسه ای می‌تواند با پیچیدن الیاف بر روی ابزار شکل دهنده نظیر ماندرل یا هستهٔ فومی تولید گردد.
3. این کامپوزیت‌ها بسیار سبک‌اند. با توجه به استحکام بسیار بالایی که دارند می‌توانند گزینهٔ بسیار خوب و سبکی برای فریم‌های دوچرخه‌ها باشند.[۳]

## عیوب فریم‌های Carbon Fiber Reinforced Plastics
اما عیوب استفاده از این کامپوزیت‌ها هم باید در نظر گرفته شوند که مهم‌ترین آهنا در ادامه توضیح داده خواهند شد:
۱- این کامپوزیت‌ها ذاتاً مواد تردی بحساب می‌آیند پس شکست در آن‌ها بسیار حساس به حضور ترک‌ها در این مواد است.
چقرمگی شکست پلاستیک‌های تقویت شده با فیبر کربن توسط مکانیزم‌های زیر کنترل می‌شود:
ازهم گسیختگی بین فیبر کربن و ماتریکس پلیمری
فیبر کشویی
نفوذپذیری بین صفحات
۲- هزینهٔ اولیهٔ این مواد و فرایندهای ساخت آن نسبتاً بالاست.

## ساخت فریم‌های Carbon Fiber Reinforced Plastics
عنصر اولیه Carbon Fiber Reinforced Plastics یک رشته کربن است. فرایندهایی که منجر به تولید CFRP می‌شود در جستار قابل پیگیریست.
تمرکز در این مقاله بر روی نحوهٔ تولید فریم هاست. در حقیقت دست مهندسان طراح برای طراحی هندسهٔ فریم‌ها بسیار آزاد است و می‌توانند با ماندرل و … به راحتی هندسه‌های مختلفی ایجاد کنند. نکته ای که بسیار قابل توجه است این است که بر خلاف آلیاژهای فلزی در Carbon Fiber Reinforced Plastics نمی‌توان به‌طور دقیق و ساده استحکام نقاط مختلف هندسه‌های طراحی شده را محاسبه کرد و بتوان نقاط حساس را شناسایی نمود. این کار احتیاج به سعی و خطا و استفاده از روش‌های ویژهٔ محساباتی برای طراحی قابل اطمینان خواهد داشت.
از طرفی تمایل به ساخت فریم‌های یک تکه بدون نیاز به اتصالات لوله‌ها باعث می‌شود که هزینه‌های اتصالات و همچنین احتمال شکست از ناحیهٔ اتصالات که خصوصاً در آلیاژهای آلومینیومی مورد توجه بود کاهش پیدا کند.
پس بنابراین چالش اصلی طراحان رسیدن به هندسه و طرحی قابل اطمینان از نظر استحکام در نقاط حساس هندسه و همچنین فرایندهایی که بتواند موجب ساخت قالب به‌طور یک تکه شود می‌باشد.

## نمونه فریم‌های دوچرخه Carbon Fiber Reinforced Plastics
سال ۱۹۹۲ فریمی یک تکه از جنس CFRP طراحی شد.

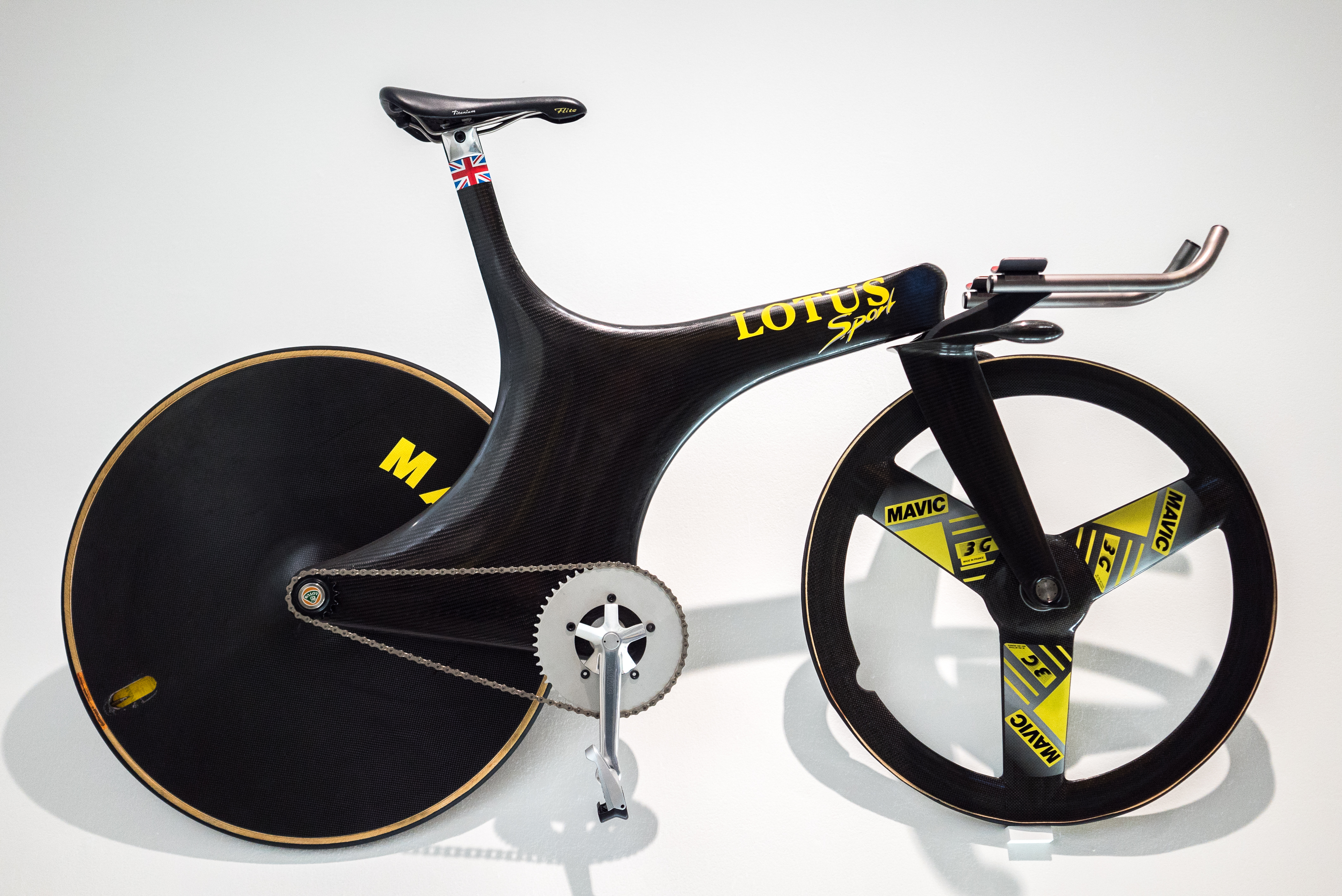
Lotus 108 که بورد من را در ۱۹۹۲ قهرمان کرد

در همان سال دوچرخه ای با یک فریم توسط Lotus تولید شد و سبب شد Chris Boardman در مسابقات دوچرخه سواری ۴۰۰۰ متر در المپیک پیروز شود.
امروزه می‌توان در مسابقات المپیک به‌طور گسترده مشاهده کرد که حتی چرخ‌های دوچرخه نیز به‌طور یک تکه و از جنس CFRP تولید می‌شوند.
اولین بار این چرخ‌های یک تکه برای دوچرخه‌ها توسط Du Pont به کمک روش اجزا محدود (FEM)
و آزمون‌های تونل باد طراحی گردید.